# Teresa Milanollo
Teresa Milanollo, née le 28 août 1827 à Savillan dans le Piémont et morte le 25 octobre 1904 à Paris, est une violoniste et compositrice italienne. Elle formait un duo célèbre, à la renommée européenne, avec sa sœur Maria-Margherita, de cinq ans sa cadette, elle aussi violoniste, morte jeune.

## Biographie

### Début et premiers succès
Domenica Maria Teresa Milanollo est la fille d’un fabricant de machine à tisser la soie.
C’est après avoir entendu un violon lors d’une messe, le 10 mai 1831, que la petite Teresa réclama avec insistance d’apprendre à jouer de cet instrument. Enfant prodige, elle est confiée à Giovanni Ferrera puis, à Turin, à Gebbaro et Giovanni Morra, musiciens de la chapelle du Roi Charles-Albert. Elle fait ses débuts en 1836, à Mondovi près de Turin. Les remarquables dons de Teresa décident la famille à partir pour Paris, ville musicale par excellence. À Marseille, Teresa donne son premier concert triomphal en France. À Paris, elle suit l’enseignement de Charles Philippe Lafont qui l’encourage à entreprendre des tournées en Belgique, en Hollande et en Angleterre (1836-1837). De retour en France, en 1838, elle se produit dans le Nord de la France, avec sa sœur Maria-Margherita (1832-1848), sa cadette, à qui elle a enseigné le violon. En 1841, elle suit l’enseignement de François-Antoine Habeneck ; puis à Bruxelles, celui de Charles-Auguste de Bériot. Elle est donc héritière de l’école franco-belge de violon.

### Un succès européen
Les deux sœurs font des tournées triomphales de concerts dans toute l'Europe jusqu’en 1848 : en France, Italie, Belgique, Hollande, Allemagne, Autriche, Suisse, Angleterre. La mort de Maria-Margherita emportée par la tuberculose le 21 octobre 1848, interrompt leur collaboration artistique. Teresa très éprouvée, se réfugie dans la propriété acquise par son père en 1847 à Malzéville, près de Nancy. Après une interruption, en 1849, elle recommence à donner à des concerts, avec un succès toujours aussi constant.
C’est lors d’un concert donné à Strasbourg, le 10 mai 1851, qu’elle joue pour la première fois une Fantaisie de sa composition. Elle a publié des œuvres de plusieurs genres : Grande fantaisie élégiaque pour violon et piano, op.1 ; Ave Maria, chœur à 4 voix d’homme, op.2 ; Le baptême, extase, op.3 ; une transcription pour violon et piano de l’Ave Maria de Schubert, op.4 ; Variations humoristiques sur l’air de Malbrough, violon et piano ou quatuor, op. 5 ; Variations humoristiques sur le Rheinweinland d’André, op. 6 ; Lamento, morceau de salon pour violon, op.7 ; Impromptu pour violon, op.8 ; Litanies de la Ste Vierge en collaboration avec Théodore Parmentier.

### Mariage et fin de carrière publique
La carrière de violoniste de Teresa Milanollo prend fin avec le concert du 16 avril 1857 qu’elle donne la veille de son mariage avec le capitaine du génie d'origine alsacienne Joseph Charles Théodore Parmentier (1821, Barr-1910, Paris), à Malzéville. Elle l’avait rencontré lors des concerts qu’elle avait donnés en 1851 à Strasbourg. Théodore Parmentier, qui terminera général de division, possédait une personnalité hors du commun : militaire, savant, poète, il était aussi un excellent musicien, compositeur et critique musical de la Revue et gazette musicale de Paris. Avec sa complicité, Teresa continue à jouer pour le cercle de leurs connaissances et donne des concerts pour des œuvres de bienfaisance,,.
Teresa Milanollo décède le 25 octobre 1904 à Paris. Elle repose au cimetière du Père-Lachaise, dans le caveau Milanollo, aux côtés de sa sœur, et de son époux mort en 1910.

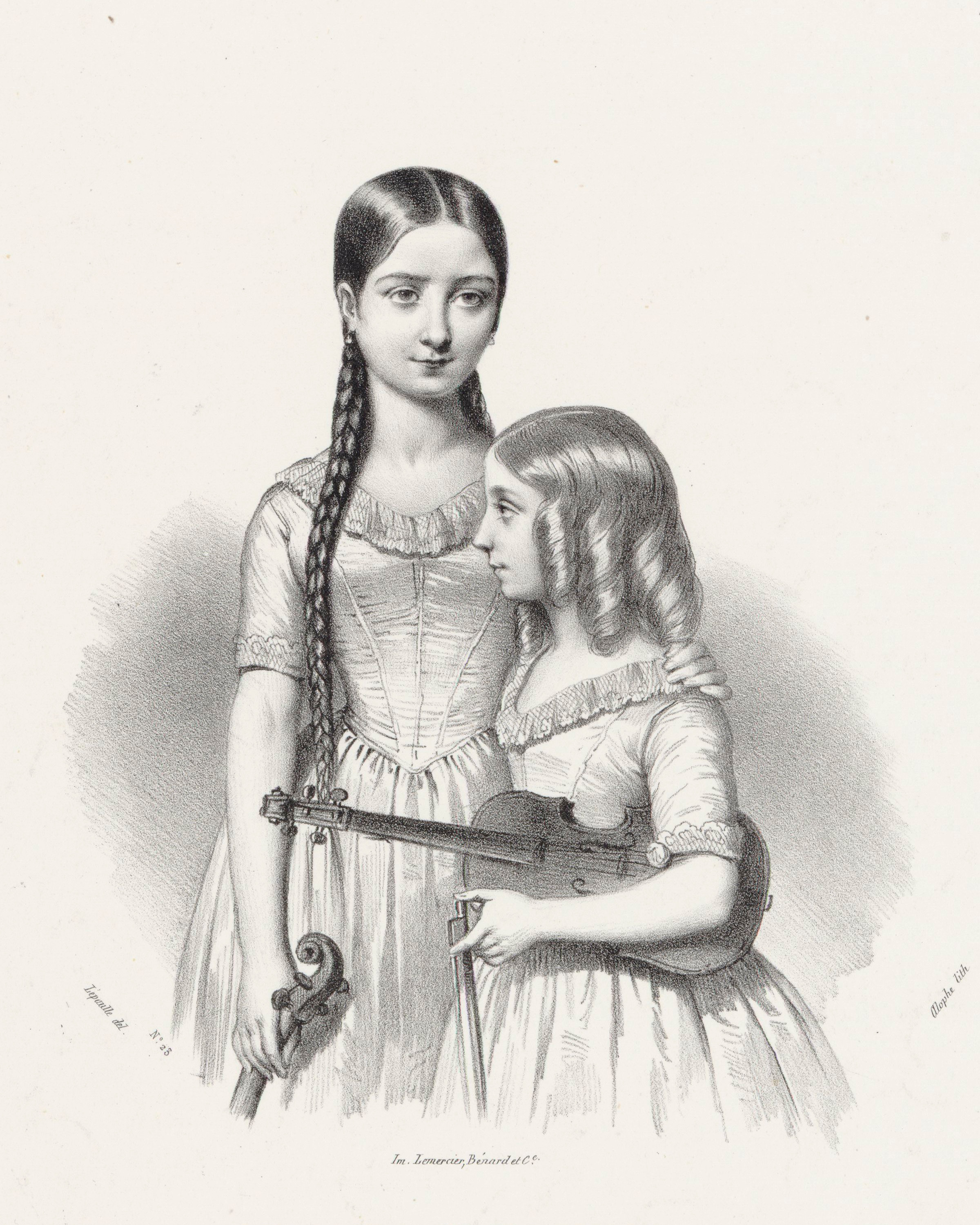
Lithographie des sœurs Milanollo, 1841.
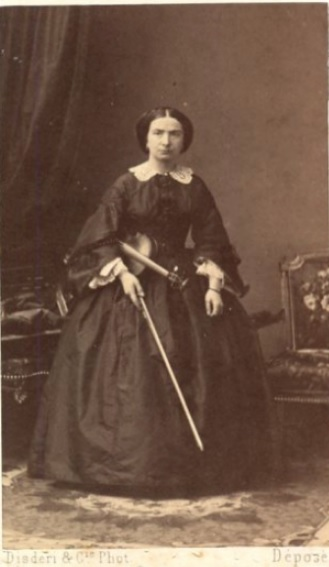
Domenica Marie Teresa Milanollo, vers 1855.
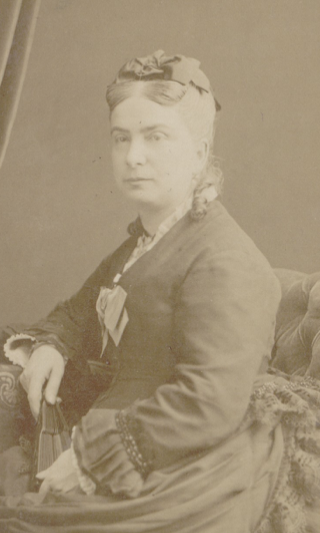
Portrait de Teresa Milanollo (1875).

### Le Stradivarius «Milanollo»
La musicienne possédait plusieurs violons de grande qualité dont un Stradivarius de 1728, le « Milanollo », ayant appartenu à Jean-Baptiste Viotti, à Paganini, puis après elle, à Christian Ferras, acquis par la suite en 1991 par Pierre Amoyal. Vendu à Venise puis à un amateur[pas clair] lausannois par le luthier Claude Lebet, il est joué par Corey Cerovsek.